# Richard White
Richard White est un acteur américain né le 4 août 1953 à Oak Ridge au Tennessee. Il est principalement connu pour avoir tenu le rôle de Gaston dans La Belle et la Bête. Il est également chanteur d'opéra.

## Filmographie

### Cinéma
- 1970 : The Grandmother de David Lynch : Mike (le jeune garçon, héros de ce court-métrage) ;
- 1991 : La Belle et la Bête : Gaston

### Télévision
- 1989 : Great Performances : Gaylord Ravenal et Robert Mission (2 épisodes)
- 2001-2002 : Tous en boîte : Gaston (5 épisodes)
- 2013 : The Frollo Show : Gaston (1 épisode)

### Jeu vidéo
- 2015 : King's Quest : Whisper